# Dogma (película)
Dogma es una película estadounidense de 1999 dirigida por Kevin Smith.

## Argumento
Dos ángeles, Bartleby y Loki, fueron expulsados del cielo por Dios y desterrados a Wisconsin. Azrael los manipula ofreciéndoles la oportunidad de regresar a su hogar por medio de una enseñanza de la Iglesia católica llamada indulgencia plenaria. Si esto sucede significaría el fin de la existencia, por lo que se envía a la última descendiente de María, Bethany, a detenerlos. Bethany contará para su misión con la ayuda del decimotercer apóstol, Rufus, de Serendipity, la musa de la inspiración, y de dos profetas, Jay y Bob el Silencioso.

## Estreno
Dogma se estrenó oficialmente el 12 de noviembre de 1999.

## Curiosidades
- En algunos países causó cierta controversia y protestas por parte de grupos cercanos a la Iglesia católica que provocaron retrasos en la fecha de su estreno. En Estados Unidos también hubo manifestaciones, incluso a una de ellas fue el mismo Kevin Smith, quien fue reconocido y entrevistado.

- Al principio de la película, cuando los siervos de Azrael dan una paliza a un hombre, es una clara parodia de la primera paliza que aparece en La Naranja Mecánica.

- En la escena del Gólgota, se aprecia una clara reminiscencia a Batman, superhéroe querido por el director. El monstruo de excrementos es una parodia de Clayface, enemigo de Batman. Para evitar dudas, el monstruo dice la cita del enemigo del hombre murciélago que aparece en el cómic Arkham Asylum: A serious House on serious Earth de Morrison y McKean: "He nacido cagado a la existencia".

- En la escena del viaje en tren, Bob el silencioso, tras lanzar a los ángeles fuera del vagón, mira a un pasajero y hablando por primera vez, repite la famosa frase de la escena del Dirigible en "Indiana Jones y la última cruzada": "No tenía billete".

- Kevin Smith muestra su gran afición a los cómics colocándole una camiseta de Hellboy a uno de los tres siniestros jugadores de hockey.

- La productora original, Disney, ante la llegada de las críticas sociales sobre la película que estaba a punto de producir, se desvinculó de la imagen de la película, exigiendo la salida de su marca de los títulos de crédito. Un ejecutivo declaró entonces «Dogma no se ajusta a ninguna de las filosofías de ninguna de las empresas de Disney.» Miramax, propiedad de Disney, tuvo que deshacerse del proyecto. Una de las posibilidades barajadas por Disney fue la de crear una nueva marca (cuyo coste sería de unos 10 millones de dólares) bajo la que distribuir la película sin conexión pública de imagen con Disney. De esta forma, los resultados económicos (esperadamente positivos) llegarían a las arcas de Disney sin comprometer su prestigio social.

- En los títulos de crédito aparece la siguiente frase: «Jay y Bob el Silencioso volverán en Clerks II»

## Fenómeno de Internet
- Debido a una escena de la película dónde aparece una imagen presentada por el Cardenal (George Carlin) quien decide reemplazar "la figura deprimente de un Jesucristo crucificado", por la figura del "Buddy Christ" (

que se tradujo en la versión española como  "Jesucristo Colega"), tratándose de un Jesucristo sonriendo con un guiño en el ojo, un pulgar hacia arriba y señalando hacia el espectador. Dicha imagen se ha reproducido infinidad de veces y puede encontrarse en Internet, donde los usuarios de Redes Sociales le agregan texto con connotaciones sarcásticas, comúnmente conocidas como meme.